# Mane Cisneros
Mane Cisneros (Madrid, 28 luglio 1958) è una critica cinematografica spagnola.

## Biografia
Mane Cisneros nasce a Madrid. Fondatrice e direttrice del Festival del Cinema Africano di Tarifa, basato sulla diffusione della cinematografia del continente africano e della sua diaspora in America Latina, il Centro de Divulgación Cultural del Estrecho Al Tarab e crea Cinenomada e Mobile Entertainment, due dispositivi destinati a rafforzare la diffusione del cinema africano. È coordinatrice di uno studio per la creazione di una rete digitale cinema in Mozambico e per sostenere una rete di festival di cinema africano dedicata alla promozione e alla diffusione del genere documentario.
Mane Cisneros è presidente della giura del Festival di cinema africano di Verona 2010.